# پلکتین

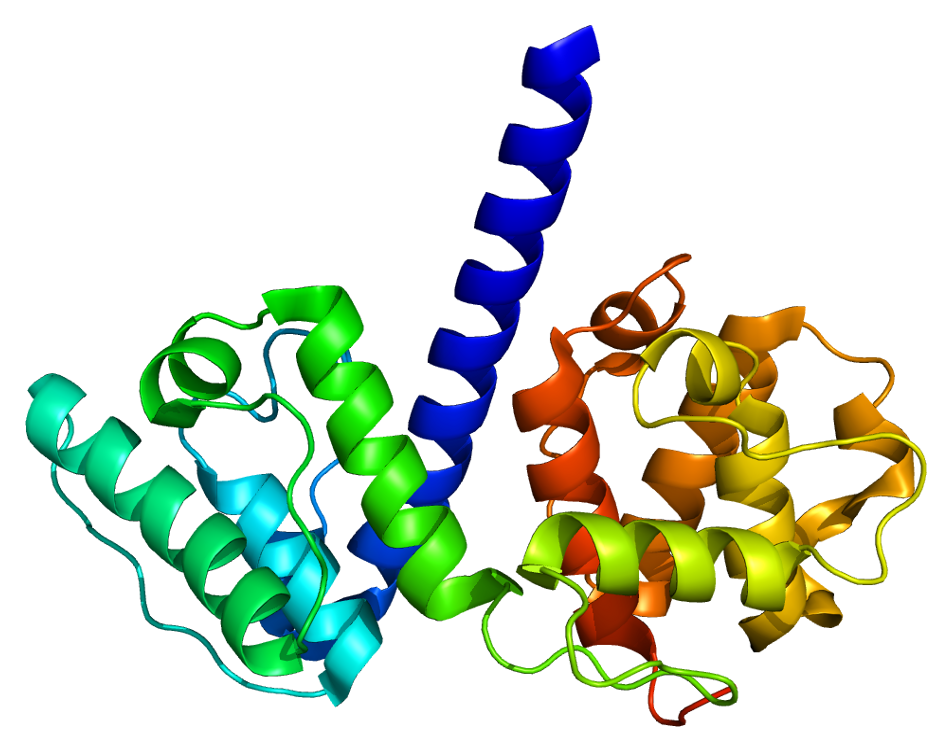
پروتئین پلکتین1

پلکتین پروتئینی غول پیکر است که تقریبا در تمامی پستانداران یافت شده و به عنوان یک پروتئین لینکر بین سه جزء اصلی اسکلت سلولی یعنی: میکروفیلامنت های اکتین، میکروتوبول ها و فیلامنت های حدواسط ایفای نقش می کند. علاوه بر آن، پلکتین موجب اتصال اسکلت سلولی با اتصالات بین سلولی از قبیل دسموزوم ها می شود. با نگه داشتن این شبکه های سلولی کنار هم، پلکتین نقش مهمی را در حفظ تمامیت مکانیکی و خواص ویسکوالاستیک یک بافت ایفا می کند.

## ساختار
پلکتین در سلول های یوکاریوتی به چندین ایزوفرم دیده می شود که همگی وزنی حدود 500 کیلودالتون و اندازه ای بیش از 4000 آمینواسید دارند. پیشنهاد می شود که ساختار پلکتین به صورت یک دایمر شامل یک مارپیچ آلفا پیچ در پیچ در مرکز متصل به دو دامین بزرگ کروی شکل (در هر انتها) است. این دامین های کروی مسئول اتصال پلکتین به اهداف خود در اسکلت سلولی می باشند. انتهای کربوکسیل این پروتئین از 6 ناحیه تکراری بسیار همولوگ تشکیل شده است. مشخص شده است که زیردامین بین نواحی پنجم و ششم از دامین C-ترمینال مسئول اتصال پلکتین به فیلامنت های حدواسط مانند کراتین و ویمنتین است. در انتهای دیگر پروتئین، در انتهای آمین پلکتین، ناحیه ای شناخته شده است که نقش اتصالی به اکتین را ایفا می کند. در سال 2004، ساختار کریستالی دقیق این دامین اتصال شونده به اکتین (ABD) در موش شناسایی شد و نشان داده شد که از دو دامین همولوژی کالپونین (CH) شکل گرفته است. پلکتین تقریبا در تمامی بافت های پستانداران بیان می شود. در ماهیچه قلبی و اسکلتی، پلکتین در ناحیه ای اختصاصی معروف به دیسک Z قرار گرفته است.
پلکتین با پروتئین های مختلفی از قبیل وینکولین، DES، اکتین، فودرین، پروتئین های مرتبط با میکروتوبول، لامینین B هسته ای، SPTAN1، ویمنتین و ITGB4 برهمکنش دارد.

## عملکرد
آزمایشاتی روی موش هایی با ژن پلکتین خاموش شده، واقعیاتی را در رابطه عملکرد پلکتین روشن کرد. نوزادان این موش ها با ژن پلکتین ناک اوت شده، 2 تا 3 روز پس از تولد مردند و والدان مشکلات پوستی از جمله تخریب کراتینوسیت ها را بروز دادند. ماهیچه های قلبی و اسکلتی نیز تحت تاثیر این تغییر قرار گرفتند: صفحات بینابینی قلب ناپدید شده و سارکومرها به شکل غیرنرمالی در آمده و همچنین تجمعات درون سلولی اجزاء میوفیبریلی و دیسک Z مشاهده شد. به عنوان اثری دیگر، بیان پروتئین وینکولین در سلول های ماهیچه ای به طرز قابل توجهی کاهش یافت. با استفاده از میکروسکوپ ایمونوالکترون طلا، ایمونوبلاتینگ و آزمایشات ایمونوفلوئورسنت، مشخص شد که پلکتین با هر کدام از اجزاء اسکلت سلولی همکاری می کند. در ماهیچه، پلکتین به سطح دیسک های Z متصل می شود و به همراه پروتئین فیلامنت حدواسط دسمین، ممکن است در اتصالات جانبی بین دو دیسک Z مجاور دخالت داشته باشد. به نظر می رسد این برهمکنش میان پلکتین و دسمین همچنین در تسهیل ارتباط نزدیک میتوکندری ها و میوفیبریل ها نقش دارد.
پلکتین همچنین عملکردی در اتصال اسکلت سلولی و اتصالات بین سلولی از قبیل، دسموزوم ها و همی دسموزوم ها که موجب اتصال شبکه های فیلامنت های حدواسط بین سلول ها می شود، دارد. مشخص شده است که پلکتین درون دسموزوم ها قرار می گیرد و همچنین مطالعات آزمایشگاهی نشان داده اند که این پروتئین می تواند پلی را میان پروتئین دسموزومی (دسموپلاکین) و فیلامنت های حدواسط، تشکیل دهد. در همی دسموزوم ها، مشخص شده است که پلکتین با زیرواحد β4 اینتگرین در پلاک همی‌دسموزوم برهمکنش ایجاد کرده و مانند یک گیره برای اتصال کراتین (نوعی فیلامنت حدواسط در سلول های اپی تلیال) به اتصالات همی دسموزومی عمل می کند.

## اهمیت بالینی
جهش ها در ژن PLEC در ارتباط نزدیکی با بیماری اپیدرمولایزیس بولوسا سیمپلکس همراه با دیستروفی عضلانی هستند. به تازگی واریانتی از PLEC با جهشی بدمعنی مرتبط با فیبریلاسیون دهلیزی در بعضی جوامع گزارش شده است. همچنین پروتئین پلکتین به عنوان یک نشانگر زیستی یا بیومارکر برای سرطان پانکراس پیشنهاد شده است.
اگرچه به طور طبیعی پلکتین یک پروتئین سیتوپلاسمی است، این پروتئین روی غشا سلولی در آدنوکارسینوم مجرای پانکراس (PDAC) نیز بیان می شود و می توان از آن جهت هدف گذاری سلول های PDAC استفاده کرد.
1. ↑  Svitkina, T M; Verkhovsky, A B; Borisy, G G (1996-11-15). "Plectin sidearms mediate interaction of intermediate filaments with microtubules and other components of the cytoskeleton". The Journal of cell biology (به انگلیسی). 135 (4): 991–1007. doi:10.1083/jcb.135.4.991. ISSN 0021-9525. PMC 2133373. PMID 8922382.{{cite journal}}:  نگهداری یادکرد:فرمت پارامتر PMC (link)
2. 1 2 3 4 5 6  Wiche, Gerhard (1998-09-01). "Role of plectin in cytoskeleton organization and dynamics". Journal of Cell Science (به انگلیسی). 111 (17): 2477–2486. doi:10.1242/jcs.111.17.2477. ISSN 0021-9533.
3. ↑  «Heart Proteome - COPa Knowledgebase». web.archive.org. ۲۰۱۶-۰۳-۰۵. دریافت‌شده در ۲۰۲۴-۱۲-۱۶.
4. ↑  Zong, Nobel C.; Li, Haomin; Li, Hua; Lam, Maggie P.Y.; Jimenez, Rafael C.; Kim, Christina S.; Deng, Ning; Kim, Allen K.; Choi, Jeong Ho (2013-10-12). "Integration of Cardiac Proteome Biology and Medicine by a Specialized Knowledgebase". Circulation Research (به انگلیسی). 113 (9): 1043–1053. doi:10.1161/CIRCRESAHA.113.301151. ISSN 0009-7330. PMC 4076475. PMID 23965338.{{cite journal}}:  نگهداری یادکرد:فرمت پارامتر PMC (link)
5. ↑  Winter, Lilli; Wiche, Gerhard (2013-01). "The many faces of plectin and plectinopathies: pathology and mechanisms". Acta Neuropathologica (به انگلیسی). 125 (1): 77–93. doi:10.1007/s00401-012-1026-0. ISSN 0001-6322. {{cite journal}}: Check date values in: |date= (help)
6. ↑  Ševčík, Jozef; Urbániková, L'ubica; Košt'an, Július; Janda, Lubomír; Wiche, Gerhard (2004-05). "Actin‐binding domain of mouse plectin: Crystal structure and binding to vimentin". European Journal of Biochemistry (به انگلیسی). 271 (10): 1873–1884. doi:10.1111/j.1432-1033.2004.04095.x. ISSN 0014-2956. {{cite journal}}: Check date values in: |date= (help)
7. ↑  Zernig, G.; Wiche, G. (1985-07). "Morphological integrity of single adult cardiac myocytes isolated by collagenase treatment: immunolocalization of tubulin, microtubule-associated proteins 1 and 2, plectin, vimentin, and vinculin". European Journal of Cell Biology. 38 (1): 113–122. ISSN 0171-9335. PMID 2992982. {{cite journal}}: Check date values in: |date= (help)
8. 1 2  Hijikata, Takao; Murakami, Tohru; Imamura, Michihiro; Fujimaki, Noboru; Ishikawa, Harunori (1999-03-15). "Plectin is a linker of intermediate filaments to Z-discs in skeletal muscle fibers". Journal of Cell Science (به انگلیسی). 112 (6): 867–876. doi:10.1242/jcs.112.6.867. ISSN 0021-9533.
9. 1 2 3 4 5  Steinböck, F.A.; Wiche, G. (1999-02-01). "Plectin: A Cytolinker by Design". Biological Chemistry. 380 (2): 151–158. doi:10.1515/BC.1999.023. ISSN 1437-4315.
10. 1 2  Herrmann, H; Wiche, G (1987-01). "Plectin and IFAP-300K are homologous proteins binding to microtubule-associated proteins 1 and 2 and to the 240-kilodalton subunit of spectrin". Journal of Biological Chemistry (به انگلیسی). 262 (3): 1320–1325. doi:10.1016/S0021-9258(19)75789-5. {{cite journal}}: Check date values in: |date= (help)
11. 1 2  Brown, Martin J.; Hallam, John A.; Liu, Yin; Yamada, Kenneth M.; Shaw, Stephen (2001-07-15). "Cutting Edge: Integration of Human T Lymphocyte Cytoskeleton by the Cytolinker Plectin". The Journal of Immunology (به انگلیسی). 167 (2): 641–645. doi:10.4049/jimmunol.167.2.641. ISSN 0022-1767.
12. ↑  Andrä, Kerstin; Lassmann, Hans; Bittner, Reginald; Shorny, Sigrid; Fässler, Reinhard; Propst, Friedrich; Wiche, Gerhard (1997-12-01). "Targeted inactivation of plectin reveals essential function in maintaining the integrity of skin, muscle, and heart cytoarchitecture". Genes & Development (به انگلیسی). 11 (23): 3143–3156. doi:10.1101/gad.11.23.3143. ISSN 0890-9369. PMC 316746. PMID 9389647.{{cite journal}}:  نگهداری یادکرد:فرمت پارامتر PMC (link)
13. ↑  Reipert, S (1999-11-01). "Association of Mitochondria with Plectin and Desmin Intermediate Filaments in Striated Muscle". Experimental Cell Research (به انگلیسی). 252 (2): 479–491. doi:10.1006/excr.1999.4626.
14. ↑  Huber, O. (2003-09-01). "Structure and function of desmosomal proteins and their role in development and disease". Cellular and Molecular Life Sciences (CMLS). 60 (9): 1872–1890. doi:10.1007/s00018-003-3050-7. ISSN 1420-682X. PMC PMC11138567. PMID 14523549. {{cite journal}}: Check |pmc= value (help)نگهداری یادکرد:فرمت پارامتر PMC (link)
15. ↑  Sonnenberg, Arnoud; Liem, Ronald K.H. (2007-06). "Plakins in development and disease". Experimental Cell Research (به انگلیسی). 313 (10): 2189–2203. doi:10.1016/j.yexcr.2007.03.039. {{cite journal}}: Check date values in: |date= (help)
16. ↑  Bardhan, Ajoy; Bruckner-Tuderman, Leena; Chapple, Iain L. C.; Fine, Jo-David; Harper, Natasha; Has, Cristina; Magin, Thomas M.; Marinkovich, M. Peter; Marshall, John F. (2020-09-24). "Epidermolysis bullosa". Nature Reviews Disease Primers (به انگلیسی). 6 (1). doi:10.1038/s41572-020-0210-0. ISSN 2056-676X.
17. ↑  Thorolfsdottir, Rosa B.; Sveinbjornsson, Gardar; Sulem, Patrick; Helgadottir, Anna; Gretarsdottir, Solveig; Benonisdottir, Stefania; Magnusdottir, Audur; Davidsson, Olafur B.; Rajamani, Sridharan (2017-10). "A Missense Variant in PLEC Increases Risk of Atrial Fibrillation". Journal of the American College of Cardiology (به انگلیسی). 70 (17): 2157–2168. doi:10.1016/j.jacc.2017.09.005. PMC 5704994. PMID 29050564. {{cite journal}}: Check date values in: |date= (help)نگهداری یادکرد:فرمت پارامتر PMC (link)
18. 1 2  Kelly, Kimberly A; Bardeesy, Nabeel; Anbazhagan, Rajesh; Gurumurthy, Sushma; Berger, Justin; Alencar, Herlen; DePinho, Ronald A; Mahmood, Umar; Weissleder, Ralph (2008-04-15).  Gambhir, Sanjiv (ed.). "Targeted Nanoparticles for Imaging Incipient Pancreatic Ductal Adenocarcinoma". PLoS Medicine (به انگلیسی). 5 (4): e85. doi:10.1371/journal.pmed.0050085. ISSN 1549-1676. PMC 2292750. PMID 18416599.{{cite journal}}:  نگهداری یادکرد:فرمت پارامتر PMC (link)
19. ↑  Bausch, Dirk; Thomas, Stephanie; Mino-Kenudson, Mari; Fernández-del, Castillo Carlos; Bauer, Todd W.; Williams, Mark; Warshaw, Andrew L.; Thayer, Sarah P.; Kelly, Kimberly A. (2011-01-15). "Plectin-1 as a Novel Biomarker for Pancreatic Cancer". Clinical Cancer Research (به انگلیسی). 17 (2): 302–309. doi:10.1158/1078-0432.CCR-10-0999. ISSN 1078-0432. PMC 3044444. PMID 21098698.{{cite journal}}:  نگهداری یادکرد:فرمت پارامتر PMC (link)